# Sophie Halligner
Pour les articles homonymes, voir Halligner.
Marie Sophie Halligner (ou Haligner), née le 4 avril 1796 à Paris et morte le 16 novembre 1868 à Paris 16e, est une comédienne française.

## Biographie
Marie Sophie Halligner naît le 4 avril 1796 (15 germinal an IV) dans le 4ème arrondissement de Paris. Elle est la fille de Julien Halligner, employé, et de son épouse, Marie Gaulard.
Élève au Conservatoire, après un premier début à l’Odéon le 9 mai 1822, Halligner est passée à l’Ambigu. Dans le Vieil artiste et dans d’autres mélodrames, elle avait eu l’occasion de jouer avec Frédérick Lemaître, alors âgé de 25 ans, qui n’était pas insensible à ses beautés physiques. Sa sœur, la mezzo-soprano Marie-Julie, à l’Opéra-Comique, a hâté le mariage des deux jeunes gens. La cérémonie a eu lieu, le 19 octobre 1826, à la mairie du 2ème arrondissement de Paris et à l’église des Petits-Pères, au milieu d’une nombreuse assistance, mais la nouvelle de la mort de Talma étant parvenue vers le soir, Frédérick vivement affecté, a décommandé son bal de noces.
Après avoir terminé son engagement à l’Ambigu, elle a quitté le théâtre, pour n’y reparaitre qu’en 1840, pour jouer dans l’unique représentation de Vautrin. son mariage avec Lemaître n’a pas été heureux. Plus âgée que son mari, lasse de la maternité, elle l’a supplié, dix ans, plus tard de cesser la vie commune avec lui. Lemaître n’a cessé de l’aimer, en dépit de ses liaisons avec Atala Beauchêne et Clarisse Midroy. Bien que séparé de sa femme, il a continué volontairement à lui servir une pension. Quatre enfants sont nés de ce mariage.
Ayant perdu la raison, elle a été soignée dans la maison de santé du célèbre docteur Blanche, où elle est morte. Ses obsèques ont eu lieu le surlendemain de sa mort, en l’église de Passy, d’où elle a été conduite au cimetière de Montmartre. Devant un petit nombre d’intimes convoqués, Frédérick, qui devait lui survivre huit autres années, a prononcé ces paroles d’adieu : « Ici, repose le corps de ma vénérée mère ; ici vont reposer les restes de celle qui fut bonne fille, épouse fidèle et tendre mère. ».
Cadette de la mezzo-soprano Marie-Julie Halligner, elle était, de ce fait, la belle-sœur du compositeur Frédéric Boulanger (en), tante du musicien Ernest Boulanger et grand-tante de Nadia Boulanger et Lili Boulanger.